# Чале (Местийский муниципалитет)
Чале (груз. ჭალე) — село в Грузии, на территории Местийского муниципалитета края (мхаре) Самегрело-Верхняя Сванетия.

## География
Село находится в северо-западной части Грузии, на правом берегу реки Ингури, на расстоянии приблизительно 53 километров (по прямой) к юго-западу от посёлка городского типа Местиа, административного центра муниципалитета.

## Население
По результатам официальной переписи населения 2014 года в Чале проживало 17 человек (6 мужчин и 11 женщин). В национальной структуре населения грузины составляли 100 %.